# 外埔合興宮
24°39′05″N 120°46′30″E / 24.651503°N 120.775016°E
外埔合興宮，是位於臺灣苗栗縣後龍鎮海埔里的玄天上帝廟，有送王船的習俗。

## 廟名由來
此廟草建於乾隆三十七年（1772年），當年陳姓先祖攜來一品夫人神像建廟奉祀，稱為「夫人媽廟」。建於後龍鎮外埔里、海埔里交界。泉州在瘟疫時有在海上放流王船的習俗。主委呂銅表示，百年來福建共有三艘王船靠抵外埔海岸，第一艘「文興七府王船」在同治八年（1869年）靠岸、第二艘「富美七府王船」在1903年靠岸、第三艘「文興四府王船」在1908年登岸。
當地人王啟仁在合興宮總務主任時，寫成合興宮第一本沿革史。王啟仁調查，這幾艘王船不但有牲畜家禽，還有儀杖、器具和各式「縮小版」家具，現仍保存在合興宮內。
第一艘王船是於合歡石滬內發現的文興三王府王船，船內有七府王爺及七府夫人等神像。
第二艘王船是在蠔仔掘 （外埔漁港）發現的金慶順號，日本還對這艘富美宮王船詳細檢視。船內載有金、邢、雷、萩、韓、池、章等七府王爺，還有說明王船來源文件、船牌、甲牌。這艘船的香爐等物被通霄白沙屯居民取得供奉，成為白沙屯五雲宮奉祀王爺公信仰的由來。此艘王船載來一隻白羊，下船後鄉民任牠四處自由取食，但元宵節吃了紅龜粿，消化不良而死。船上木料神尊據說甚具藥效，底座常被乩童刮粉屑和藥。
第三艘王船是合興宮西北方約600公尺靠岸的文興三王府王船，船上祀奉蕭、廉、邢、沈等四府王爺及夫人。
呂銅5、6歲時還曾見過當年舊王船的龍骨、桅杆等遺跡，今日船因年代久遠難耐風浪侵襲，在海岸已不復可尋。廟宇擴建迎請這些王船的神明進宮奉祀，遂改以「合興」為名。

## 王船祭祀
2007年廟方花費新台幣400萬元籌辦四府、七府建造王船慶，委由臺南佳里廠商打造木造王船、紙糊的王船。木船上有兩座神殿模型，前神殿由舊王船的三位神像坐鎮，船尾的神殿由媽祖神像坐鎮，供奉在宮內廂房永久供信徒敬拜。廟方也將保存百餘年的舊王船家具，重新整理上漆送上船。2007年12月8日，苗栗縣長劉政鴻、後龍鎮長鄭家定分別為木造、紙糊的兩艘王船開光。
之後接續在2010年、2013年、2019年都辦過送王船慶典。